# Brian Rafferty
Brian Rafferty (1919-1945)  fut, pendant la Seconde Guerre mondiale, un agent secret britannique du Special Operations Executive.

## Identités
- Comme agent du SOE :
  - Nom de guerre (field name) : « Dominique »
  - Nom de code opérationnel : AUBRETIA
  - Fausse identité : Bertrand Dominic Rémy

Situation militaire :
- Royal Berkshire Regiment,
- SOE, section F ; grade : captain ; matricule : 129641.

Pour accéder à des photographies de Brian Rafferty, se reporter au paragraphe  Sources et liens externes en fin d’article.

## Éléments biographiques
Brian Dominic Rafferty naît le 1er septembre 1919 à Hull (Yorkshire).
Il réside dans le Montgomeryshire.
Mission
Définition de la mission : il est membre du réseau HEADMASTER. Les autres membres sont Sydney Hudson « Marc », chef du réseau ; George Jones « Isidore », opérateur radio. Son nom de guerre est « Dominique ».
Les trois hommes sont parachutés le 24 septembre 1942, près de Clermont-Ferrand (Puy-de-Dôme). Roger Werther et son frère forment le comité de réception. Ils hébergent les officiers chez eux, au Crest.
Le 8 octobre, Sydney Hudson est arrêté par la police française au domicile de Roger Werther. C'est Brian Rafferty qui prend la suite (AUBRETIA). Il va organiser des groupes dans le Massif central et dans le Jura.
Le 3 décembre, George Jones est victime d'un grave accident, alors qu'il roule à bicyclette. Malgré ses blessures sérieuses, il peut continuer à émettre.
Le 15 avril 1943, Harry Rée « César » est parachuté en France. Transfèré au réseau HEADMASTER par Maurice Southgate, il devient l'assistant de Brian Rafferty.
Le 17 mai 1943, Brian Rafferty est arrêté alors qu'il est en train d'organiser l'évasion d'une prison du commandant Bourgeois.
Le 23 mai 1943, George Jones est arrêté par la police française, qui le remet à la Gestapo.
Le 29 mars 1945, Brian Rafferty est exécuté à Flossenbürg.

## Reconnaissance

### Distinction
- Royaume-Uni : Military Cross,
- France : Croix de guerre 1939-1945 avec étoile de vermeil.

### Monuments
- En tant que l'un des 104 agents du SOE section F morts pour la France, Brian Rafferty est honoré au mémorial de Valençay (Indre).
- Brookwood Memorial, Surrey, panneau 12, colonne 3.
- Musée du camp de Flossenbürg : une plaque, inaugurée le 22 juillet 2007, rend hommage à Brian Rafferty parmi quinze agents du SOE exécutés.

### Sources et liens externes
- Fiche Brian Rafferty, avec photographie : voir le site Special Forces Roll of Honour
- Michael Richard Daniell Foot, Des Anglais dans la Résistance. Le Service Secret Britannique d'Action (SOE) en France 1940-1944, annot. Jean-Louis Crémieux-Brilhac, Tallandier, 2008,  (ISBN 978-2-84734-329-8). Traduction en français par Rachel Bouyssou de (en) SOE in France. An account of the Work of the British Special Operations Executive in France, 1940-1944, London, Her Majesty's Stationery Office, 1966, 1968 ; Whitehall History Publishing, in association with Frank Cass, 2004. Ce livre présente la version officielle britannique de l’histoire du SOE en France. Une référence essentielle sur le sujet du SOE en France.
- Lt. Col. E.G. Boxshall, Chronology of SOE operations with the resistance in France during world war II, 1960, document dactylographié (exemplaire en provenance de la bibliothèque de Pearl Witherington-Cornioley, consultable à la bibliothèque de Valençay). Voir sheet 6, HEADMASTER CIRCUIT et sheet 23, STOCKBROKER CIRCUIT.
- J.D. Sainsbury, Le Mémorial de la section F, Gerry Holdsworth Special Forces Charitable Trust, 1992.